# Guerre vénéto-austro-ottomane
Guerres austro-turques, Guerres vénéto-ottomanes
Batailles
Peterwardein, Matapan, Belgrade
La guerre vénéto-austro-ottomane, troisième guerre austro-ottomane ou septième guerre vénéto-ottomane se déroule de 1714 à 1718 et oppose l'Empire ottoman à la république de Venise, alliée aux Habsbourg à partir de 1716. Il s'agit du dernier conflit entre les Ottomans et les Vénitiens, qui se termine par une victoire turque et la perte de la principale possession de Venise dans la péninsule grecque, la Morée. Venise est sauvée d'une plus grande défaite par l'intervention de l'Autriche en 1716. Les victoires autrichiennes conduisent à la signature du traité de Passarowitz en 1718, qui met fin à la guerre.

## Contexte
Après la défaite de l'Empire ottoman lors du second siège de Vienne en 1683, la Sainte Ligue de Linz rassemble la plupart des États européens (à l'exception de la France, de l'Angleterre et des Pays-Bas) dans un front commun contre les Ottomans. Au cours de la grande guerre turque (1684-1699), l'Empire ottoman subit un certain nombre de défaites telles que les batailles de Mohács et de Zenta, et par le Ttaité de Karlowitz (1699) il doit céder la majeure partie de la Hongrie à la monarchie des Habsbourg, la Podolie à la Pologne-Lituanie, tandis qu'Azov est pris par l'Empire russe.
Plus au sud, la République de Venise lance sa propre attaque contre l'Empire ottoman, cherchant à se venger des conquêtes successives de ses possessions méditerranéennes par les Turcs, dont la plus récente (1669) est la perte de la Crète. Les troupes vénitiennes, sous le commandement de l'habile général Francesco Morosini (devenu Doge de Venise en 1688), réussissent, au début du conflit, à s'emparer de l'île de Céphalonie (Santa Maura) en 1684, de la péninsule du Péloponnèse (Morée) (1685-1687) et de certaines parties de la Grèce continentale, bien que les tentatives de conquérir Chalkis (Negroponte), de récupérer la Crète et de conserver Chios échouent. Par le traité de Karlowitz, Venise obtient la reconnaissance de son contrôle sur la Céphalonie et la Morée, et rétabli la situation en mer Égée à son statu quo d'avant-guerre, ne laissant que l'île de Tinos aux mains des Vénitiens,.
Les Ottomans sont dès le départ déterminés à effacer ces pertes, en particulier la Morée, dont la perte est vivement ressentie à la cour ottomane : une grande partie des revenus de la sultane validée (les reines-mères ottomanes) provient de cette région. Déjà en 1702, des tensions apparaissent entre les deux puissances et accompagnées de rumeurs de guerre à la suite de la confiscation par les Vénitiens d'un navire marchand ottoman ; troupes et provisions sont envoyés vers les provinces ottomanes voisines du royaume de Morée vénitien. La position vénitienne y est faible, avec seulement quelques milliers d'hommes dans toute la péninsule, et devant faire face à des problèmes d'approvisionnement, de discipline et de moral. Néanmoins, la paix est maintenue entre les deux puissances pendant douze années supplémentaires. Entre-temps, les Ottomans entreprennent une réforme de leur marine, tandis que Venise se trouve de plus en plus isolée diplomatiquement sur la scène européenne : la Sainte-Ligue se fracture après sa victoire, et la guerre de Succession d'Espagne (1701-1714) ainsi que la grande guerre du Nord (1700-1721) retiennent l'attention de la plupart des États européens. Les Ottomans profitent de la situation internationale favorable pour régler leurs comptes avec la Russie, leur infligeant une lourde défaite dans la guerre russo-turque de 1710-1711. Cette victoire encourage les dirigeants ottomans et après le traité d'Andrinople, la voie est ouverte pour une attaque sur Venise,.
Un prétexte est facile à trouver : la saisie d'un navire ottoman transportant les trésors de l'ancien grand vizir, Damad Hasan Pacha, ainsi que l'octroi par les Vénitiens de l'asile à Danilo Ier, le prince-évêque du Monténégro, après qu'il a lancé une révolte avortée contre les Turcs. Le 8 décembre, le baile de Venise est convoqué par le grand vizir. L'accueil est celui qu'il redoutait : une déclaration de guerre et l'invitation à quitter la capitale turque dans les vingt jours, invitation qui ne tarde pas à se transformer en arrestation à titre de garantie de la vie et des avoirs des sujets turcs à Venise. le 9 décembre 1714, l'empire ottoman déclare la guerre à Venise en publiant « un manifeste de guerre ». 

## Reconquête de la Morée par les Ottomans
Au cours des premiers mois de 1715, les Ottomans rassemblent une armée d'environ 70 000 hommes en Macédoine sous le commandement du grand vizir Silahdar Damat Ali Pacha (aussi connu sous le nom d'Ali Coumourgi). Le 22 mai, le grand vizir marche au sud de Thessalonique et arriva à Thèbes le 9 juin, où il passe en revue ses troupes. Bien que l'exactitude de ses chiffres soit sujette à caution, le journal de l'interprète français Benjamin Brue rapporte la présence à Thèbes le 9 juin de 14 994 cavaliers et 59 200 fantassins, le nombre total d'hommes engagés dans la campagne en Morée s'élevant à 110 364 (22 844 cavaliers et 87 520 fantassins).
Après un conseil de guerre le 13 juin, 15 000 janissaires sous les ordres de Kara Mustafa Pacha sont envoyés pour capturer Lépante, tandis que le gros de l'armée sous les ordres de Yusuf Pacha et de l'Agha des Janissaires se déplace vers l'isthme de Corinthe et les deux forteresses d'Acrocorinthe et de Nauplie, les principaux bastions vénitiens de Morée. Entre-temps, la flotte ottomane, composée de 80 navires de guerre sous les ordres de Canum Hoca, capture les dernières possessions vénitiennes en mer Égée, les îles de Tinos et d'Égine.

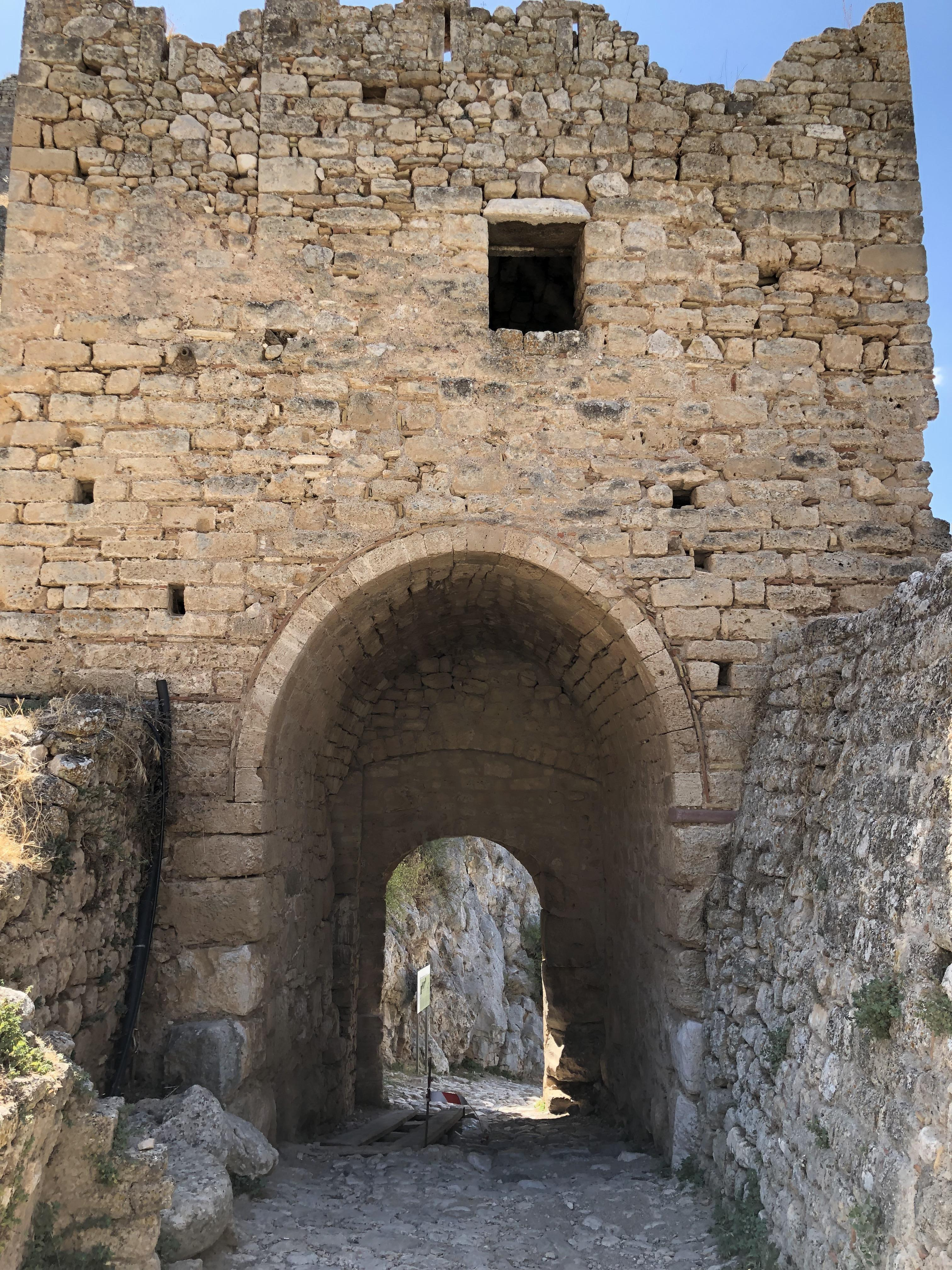
Porte de la seconde enceinte de la forteresse de l'Acrocorinthe

Les Vénitiens, qui n'ont pas d'armée permanente et comptent principalement sur les mercenaires, ne peuvent rassembler que 8 000 hommes et 42 navires, pour la plupart de petite taille, sous le commandement du capitaine général Daniel Delfin. Cette force est non seulement insuffisante pour faire face à l'armée ottomane sur le champ de bataille, mais aussi pour assurer la garde des nombreuses fortifications que les Vénitiens avaient construites ou améliorées au cours des dernières décennies. De plus, la population grecque locale est hostile à la domination vénitienne, ce dont Damad Ali profite, en veillant à ce que ses troupes respectent leur sécurité et leurs biens. Ainsi, il peut compter sur la bonne volonté des Grecs, qui fournissent à ses troupes d'amples provisions, tandis que les Vénitiens, qui espéraient recruter une milice parmi la population locale, se retrouvent isolés dans leurs forts.
Le 25 juin, l'armée ottomane traverse l'isthme de Corinthe et entre en Morée. La citadelle d'Acrocorinthe, qui contrôle le passage vers la péninsule, se rend après un bref siège, contre la garantie de la liberté de la population et de la garnison. Cependant, certains janissaires, avides de pillage, désobéissent aux ordres de Damat Ali et pénètrent dans la citadelle. Une grande partie de la garnison, dont le provveditore Giacomo Minoto, et la plupart des civils sont massacrés ou vendus comme esclaves. Seuls 180 Vénitiens sont sauvés et transportés à Corfou. Ces événements tragiques ont plus tard inspiré le poème de Lord Byron Le Siège de Corinthe.
Après Corinthe, les Ottomans avancent vers Nauplie, principale base du pouvoir vénitien en Morée. Nauplie est bien protégée par plusieurs forts et dispose d'une garnison de 2 000 hommes. Cependant, le 20 juillet, après seulement neuf jours de siège, les Ottomans font exploser une mine sous les bastions de Palamède et prennent d'assaut le fort avec succès. Les défenseurs vénitiens paniquent et battent en retraite, ce qui entraîne un effondrement général de la défense.
Les Ottomans avancent ensuite vers le sud-ouest, où les forts de Navarin et Coron sont abandonnés par les Vénitiens, qui rassemblent leurs forces restantes à Méthone. Cependant le fort ne peut bénéficier d'un soutien naval efficace de la mer car Delfin hésite à mettre sa flotte en danger en engageant la marine ottomane, et capitule. Les autres places fortes vénitiennes, y compris les derniers avant-postes de Crète (Spinalonga et Souda), capitulent aussi. En cent jours, tout le Péloponnèse est repris par les Ottomans.
Selon l'historienne Virginia Aksan, la campagne est « essentiellement une promenade de santé pour les Ottomans ». Malgré la présence d'un matériel suffisant, les garnisons vénitiennes sont faibles et le gouvernement vénitien incapable de financer la guerre, tandis que les Ottomans non seulement jouissent d'une supériorité numérique considérable, mais sont également plus disposés à « tolérer de grandes pertes et une désertion considérable » : selon Brue, pas moins de 8 000 soldats ottomans sont tués et 6 000 autres blessés au cours des neuf jours du siège de Nauplie. De plus, contrairement aux Vénitiens, les Ottomans bénéficient cette fois-ci du soutien efficace de leur flotte qui, entre autres activités, transporte un certain nombre de canons de siège pour soutenir le siège de Nauplie.
Le 13 septembre, le grand vizir entame son voyage de retour, et le 22, près de Nauplie, reçoit les félicitations du sultan. Une semaine de parades et de célébrations s'ensuit. Le 10 octobre, l'étendard du Prophète est solennellement placé dans son cercueil, signe que la campagne est terminée. Le 17 octobre, les troupes reçoivent six mois de solde près de Larissa, et le grand vizir rentre dans la capitale, pour une entrée triomphale, le 2 décembre.

## Siège de Corfou

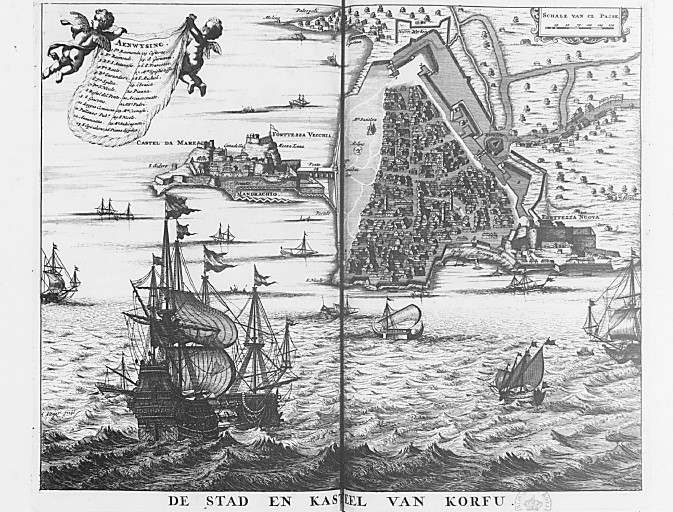
Plan de Corfou en 1688

Après leur succès en Morée, les Ottomans s'attaquent aux îles Ioniennes tenues par les Vénitiens. Ils occupent l'île de Leucade, que les Vénitiens avaient prise en 1684, et le fort de Butrint en face de la ville de Corfou. Le 8 juillet 1716, une armée ottomane de 33 000 hommes débarqua à Corfou, la plus importante des îles Ioniennes. Malgré une bataille navale indécise (en) le même jour, l'armée ottomane continue son débarquement et avança vers la ville de Corfou. Le 19 juillet, après avoir capturé les forts périphériques de Mantouki, Garitsa, Avrami et du Sauveur, le siège commence. La défense est dirigée par le comte Johann Matthias von der Schulenburg, qui a environ 8 000 hommes sous son commandement. Les fortifications étendues et la détermination des défenseurs repoussent plusieurs assauts. Après une grande tempête le 9 août (attribuée par les défenseurs à l'intervention du saint patron de Corfou, saint Spyridon) - qui cause d'importantes pertes parmi les assiégeants, le siège est interrompu le 11 août et les dernières forces ottomanes se retirèrent le 20 août.

## Intervention autrichienne et fin de la guerre

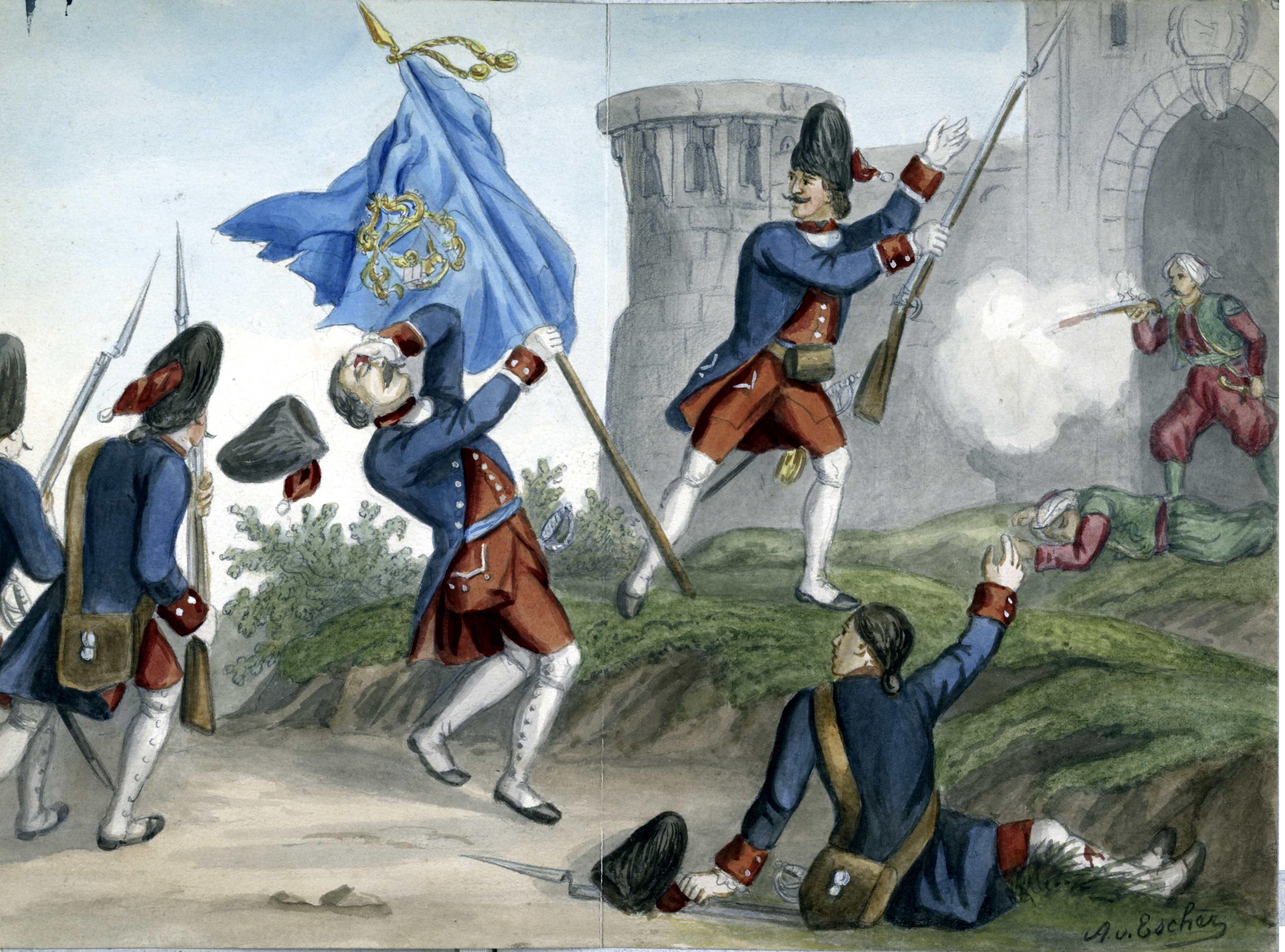
Des grenadiers vénitiens attaquent un fort ottoman, 1717

Durant l'été 1715, le pacha de Bosnie marche contre les possessions vénitiennes en Dalmatie avec une armée de 40 000 hommes. Les Ottomans sont vaincus lors du siège de Sinj, mais la menace ottomane sur la Dalmatie pousse l'Autriche des Habsbourg à intervenir.
Avec le soutien financier du pape Clément XI et la garantie par la France des possessions autrichiennes en Italie, l'Autriche se sent prête à intervenir. Le 13 avril 1716, l'empereur Charles VI renouvelle son alliance avec Venise, à la suite de quoi les Ottomans déclarent la guerre à l'Autriche. La menace autrichienne oblige les Ottomans à diriger leurs forces loin des possessions vénitiennes restantes, mais la Sérénissime est trop faible pour monter une contre-offensive à grande échelle. Seule sa marine adopte une stratégie plus agressive, avec des actions navales contre la flotte ottomane en mer Égée, comme la bataille d'Imbros et la bataille de Matapan un mois plus tard ; mais celles-ci sont généralement indécises et n'affectent pas l'issue de la guerre. Le seul succès vénitien permanent fut la prise des forteresses de Préveza et d'Arta en 1717. Cependant, après les victoires autrichiennes à la bataille de Petrovaradin et au siège de Belgrade, les Ottomans sont contraints de signer le traité de Passarowitz. Bien que les Ottomans perdent d'importants territoires au profit de l'Autriche, ils conservent leurs conquêtes sur Venise dans le Péloponnèse et en Crète, à l'exception de Préveza (tombée en 1717 aux mains des Vénitiens) et de quelques forts en Herzégovine (Imotski a été pris en 1717).

## Conséquences
Après cette guerre, la république de Venise est réduite de facto au rôle de vassal des Habsbourg, et perd son statut d'acteur indépendant sur la scène internationale jusqu'à sa chute en 1797.